# Escudo de Edimburgo
El Escudo de ciudad de Edimburgo fue concedido el 21 de abril de 1732, reinando sobre Escocia Jorge II de Gran Bretaña. La versión actual fue aprobada el 18 de julio de 1996, a raíz de una reorganización del gobierno local.
Blasonamiento:

En campo de plata, un castillo donjonado, almenado  y terrasado de sable, aclarado de gules y con las torres sumadas de banderas de dos puntas de lo mismo. En la diestra, por tenante, una mujer puesta de frente en su color, vestida de azur y  terrasada de sinople; en la siniestra, una hembra de gamo rampante en su color y terrasada de sinople. Al timbre una corona mural de oro, surmontada de un burelete de plata y de sable, el burelete sumado de un áncora cordada  de plata. Por divisa "Nisi Dominus Frustra" de sable, en una lista de plata.

Consiste en un escudo con su campo de plata (blanco) en el que se muestra un castillo de sable (negro), con almenas, donjonado (con tres torres cada uno siendo la central más elevada) y terrasado (situado) sobre rocas del mismo color. Las ventanas y el acceso a esta fortaleza son rojos (aclarado de gules), color que comparten con las banderas que decoran cada una de las torres. El edificio representa al Castillo de Edimburgo, su presencia en los símbolos de la ciudad se documenta ya en un sello acuñado en 1496 y custodiado actualmente en la Catedral de San Gil. 
Las figuras que flanquean el escudo propiamente dicho se denominan tenantes si son humanas y soportes si son animales. En la diestra (izquierda del espectador) se encuentra una mujer joven con un vestido de azur (azul). En la siniestra se trata una hembra de gamo rampante (erguida y de perfil). Ambas están terrasadas de sinople (situadas sobre un montículo verde). La presencia de la mujer en estas armerías podría responder al nombre primitivo de la población "Castrum Puellarum" (Castillo de las doncellas) pero esta interpretación no ha podido ser comprobada. El gamo es una especie de cérvidos muy común en tierras escocesas.
En el timbre, aparece colocada una corona mural de oro surmontada de un burelete de oro y de azur. El burelete está sumado de un áncora o ancla con una cuerda de plata. La corona mural, de origen romano, es la que suelen emplear las corporaciones municipales como emblema de su poder y autoridad. Sobre la corona mural, sin tocarla, aparece representado un burelete, el pedazo tela retorcida que se colocaba alrededor de la parte superior del yelmo. Sobre el burelete puede observarse el áncla como símbolo del antiguo título de Almirante del Fiordo de Forth, que fue usado por el alcalde de Edimburgo (Lord Provost).
En el escudo, escrito en una cinta blanca situada en su parte superior, como es habitual en Escocia, también se muestra el lema de la ciudad "Nisi Dominus Frustra", es una contracción heráldica del Salmo 127: "Si Dios no construye la casa, en vano trabajan los que la construyen. Si Dios no guarda la ciudad, el centinela se desvela en vano".